# Tonite
Tonite è il tredicesimo album in studio del gruppo musicale tedesco Bad Boys Blue, pubblicato nel 2000.

## Tracce
1. I'll Be Good – 3:54
2. Do What You Do – 3:32
3. S.O.S. for Love – 3:36
4. Waiting for Tonight – 3:35
5. Somewhere in My Heart – 3:50
6. I Wanna Fly – 3:50
7. Take a Piece of My Heart – 3:49
8. You Take Me to the Light – 3:34
9. Close Your Eyes – 3:22
10. Heaven Must Be Missing You – 3:18
11. You're the Reason – 3:51
12. Love Really Hurts Without You – 3:59
13. S.O.S. for Love (Rap Edit) – 3:07
14. Do What You Do (Rap Edit) – 3:40

## Formazione
- John McInerney
- Kevin McCoy
- Andrew Thomas